# نادي غوادالاخارا لكرة اليد
نادي غوادالاخارا لكرة اليد (بالإسبانية: Asociación Deportiva Ciudad de Guadalajara)‏ هو نادي كرة يد في إسبانيا. تأسس في سنة 2007. يلعب حاليا في الدوري الإسباني لكرة اليد. يقع مقره في غوادالاخارا.